# Federação Surinamesa de Futebol
A Federação Surinamesa de Futebol (em holandês: Surinaamse Voetbal Bond) é o organismo que regulamenta a prática do futebol no Suriname. Sua sede está localizada em Paramaribo, a capital do país.
Esta entidade fundada em 1920 e filiou-se a FIFA em 1929. Assim como ocorre com a Federação de Futebol da Guiana e da Guiana Francesa, o Suriname é filiado à CONCACAF, participando dos campeonatos por ela administrados, sendo eles regionais como a Copa da CONCACAF, ou eliminatórios para a Copa do Mundo e as Olimpíadas.
A Federação Surinamesa administra as seleções de futebol masculina e feminina do país. Detre as competições por ela organizadas, destacam-se o Campeonato Surinamês, a Taça do Suriname e a Copa do Suriname, sendo este último torneio citado também conhecido como Copa do Presidente.

## História
No início do século XX, foi criada a NGVB (em inglês: Dutch Guyana Football Association). Mais tarde, em 1 de outubro de 1920, foi fundada a sua rival SFA (em inglês:Surinamese Football Association).
Antes que o SVB fosse estabelecido, já havia outra associação com o mesmo nome, em 1914. Durante muito tempo houve animosidade entre os dois sindicatos. Em 1953, na abertura do Estádio do Suriname, houve a reconciliação entre a NGVB e a SFA, por intermédio de Emile de la Fuente, então presidente do SVB à época.